# シュルハチ
シュルハチは、明朝後期の建州女直で、アイシン･ギョロ氏。清太祖ヌルハチの同父母弟にあたる。シュルハチ･ベイレ (尊称)、ダルハン･バトゥル (称号)、和碩莊親王 (諡号) とも。

## 略歴
父タクシと母ヒタラ氏の第二子として明嘉靖43年1564に生れた。それより五年早い嘉靖38年1559に第一子 (長兄) として生まれたのが後の清太祖ヌルハチである。シュルハチの幼少期については詳らかでないが、父タクシと祖父ギョチャンガが明兵に殺害され、ヌルハチが決起挙兵したのは、明萬曆11年1583、シュルハチ20歳の時であったとされる。

### ヌルハチとの確執
萬曆24年1596にはウラ国主ベイレブジャンタイの妹・滹奈フナイを娶り、同26年1598には長女・額實泰エシタイをブジャンタイに妻せたことで、シュルハチはブジャンタイ (ウラ) と姻戚関係を築くに至った。金王室の血筋をひくとされるウラ王家とのパイプを太くしたことは、シュルハチの名声や勢力を高めた一方で、後のみずからの没落の一因ともなった点で注目に値する。また、遡って同25年1598には都督の肩書きで明に入貢し、北京で酒宴に呼ばれている。
萬曆27年1599旧暦9月、ヌルハチのハダ侵攻に従軍したシュルハチは自ら先鋒を買って出、兵1,000を率いて進軍した。ところがシュルハチは、ハダ軍が城を出て徹底抗戦の構えを見せたことを理由に兵を按じて動かざる姿勢を見せ、さらにシュルハチ隊を迂回しようと敵城に沿って行軍を試みたヌルハチ隊に多数の死傷者を出させた。この頃にはすでにヌルハチ・シュルハチ兄弟間の関係が拗れ始めていたものと考えられる。

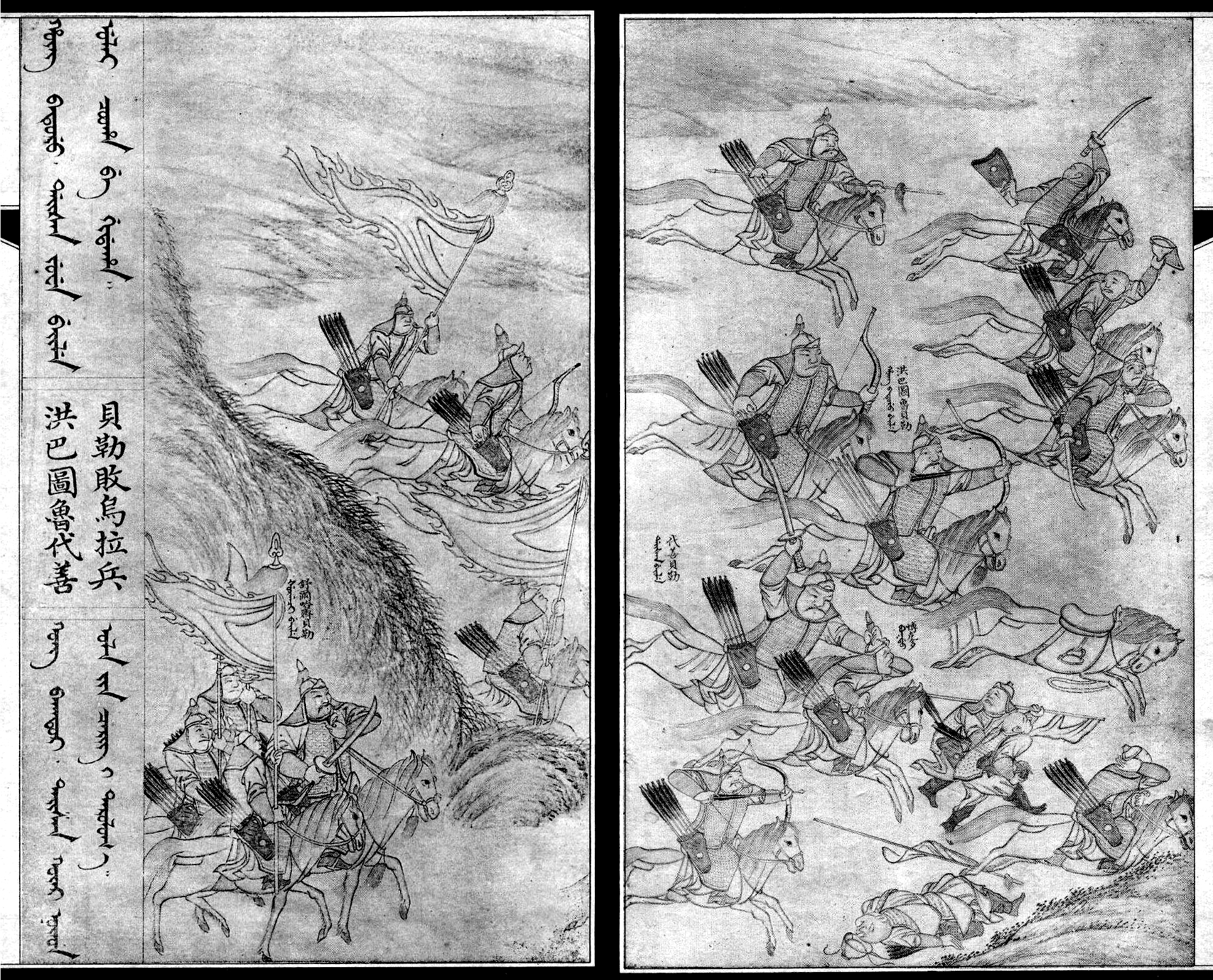
『滿洲實錄』巻3「洪巴圖魯代善貝勒敗烏拉兵」

萬曆31年1603には長女に続き、さらに二女オンジェを再びブジャンタイに妻せ、両者の関係は一層密接度合いを増した。
しかし同35年1607、ワルカ部フィオの城主ツェムテヘが、ウラ国主ベイレブジャンタイによる加虐を理由に帰順を願いでたことを承け、ヌルハチはシュルハチらに命じ、兵馬3,000を率いてフィオ部民の移送に向わせた。そこにウラ側も移送妨害のため兵を派遣したことで、両者は李氏朝鮮領内の烏碣岩で激突した。シュルハチは出兵時点ですでに消極的な態度をみせていたが、戦闘が始まると独り進軍を中止し、静観の構えをみせた。
戦闘はウラの惨敗におわり、戦功をあげた諸将がヌルハチから労いを受けた。この時、弟シュルハチはダルハン･バトゥルの称号を授与されたが、その一方で、戦闘から逃げた廉でヌルハチがシュルハチの部下を処刑しようとした為、シュルハチがそれに対して強く反撥し、ヌルハチが譲歩したことで収束した。茲に兄弟間の軋轢は浮き彫りとなった。

### 地位喪失と死亡
烏碣岩での一戦以来、シュルハチは将軍として起用されることもなくなり、内に留め置かれて鬱々とした日々を過ごした。ヌルハチは自分自身にも劣らぬ待遇を以てシュルハチの衣食を保証したが、シュルハチは養われ生かされるその生活に不満を募らせ、度々周囲にヌルハチについて託った。そして長子・阿爾通阿と第三子・扎薩克圖に「吾豈に衣食を以て人に覊を受けむ哉」と語ると、ヌルハチの羈縻を脱して黑扯木に移居した。
萬曆37年1609、ヌルハチはそれを知るや憤り、シュルハチの家財を没収した。さらに阿爾通阿と扎薩克圖を誅殺し、シュルハチを強制的に帰還させた。シュルハチが帰還するとヌルハチは没収した家財をすべて返し、また元の軟禁生活を強いた。
萬曆39年1611旧暦8月19日、シュルハチ死去、享年48歳 (虚歳)。亡骸は清永陵に葬られ、天命9年1624に東京陵に移葬された。順治10年1653、第五子ジルガラン (和碩鄭親王) の爵位に鑑み、和碩親王に追封、諡号を莊と定められた。

## 家庭
＊『愛新覺羅宗譜』を基に作成。その外の典拠のみ脚註を附す。

### 妻妾

#### 妻
- 嫡妻・佟佳氏
- 後妻・ハダナラ氏
- 三妻・富察氏
- 四妻・瓜爾佳氏
- 五妻・滹奈：ウラ国主ベイレブジャンタイ妹。[8]
- 六妻・ナラ氏
- 七妻・瓜爾佳氏
- 八妻・ナラ氏
- 九妻・西林覺羅氏
- 妾媵・董鄂氏
- 妾媵・阿顏覺羅氏

### 子女

#### 子
『清實錄』では子六としている。
- 長子・阿爾通阿
- 二子・阿敏
- 三子・扎薩克圖
- 四子・圖倫
- 五子・塞桑武
- 六子・濟爾哈朗
- 七子・諾穆岱
- 八子・費揚武
- 九子・瑙岱

#### 女
- 長女・額實泰：ブジャンタイ妻。[9]
- 二女・額恩哲：ブジャンタイ妻。[10]
- 三女名不詳
- 四女・蓀岱
- 五女名不詳
- 六女名不詳
- 七女名不詳
- 八女名不詳
- 九女名不詳
- 十女名不詳
- 十一女名不詳
- 十二女名不詳

## 脚註

### 典拠
1. 1 2  “萬曆25年1597 7月9日/段65795”. 神宗顯皇帝實錄. 312. "○戊戌建州等衛夷人都督都指揮速児哈赤等一百員名納木章等一百員名俱赴京朝貢賜宴如例"
2. ↑  “宣祖28年1595 12月6日/段61368”. 朝鮮王朝實錄. 70. "據本人等報說「蒙差前往建州看得奴兒哈赤及伊弟速兒哈赤同坐一城……」"
3. ↑   太祖武皇帝實錄. 1
4. ↑  “癸未歲萬曆11年1583至甲申歲萬曆12年1584/段267”. 太祖高皇帝實錄. 1
5. 1 2 3  “癸未歲萬曆11年1583至甲申歲萬曆12年1584/滿洲源流/段13”. 滿洲實錄. 1
6. 1 2 3  “順治10年5月20日/段5667”. 世祖章皇帝實錄. 75. "追封達爾漢巴圖魯貝勒舒爾哈齊視其子和碩鄭親王濟爾哈朗爵爲和碩親王諡曰莊"
7. 1 2 3  “〈研究〉舒爾哈齊の死 - 清初内紛の一齣”. 史林 17 (3):  380-382.
8. 1 2  “丙申歲萬曆24年1596 2月/段51”. 滿洲實錄. 2. "十二月布占泰感太祖二次再生恩猶父子將妹滹奈送太祖弟舒爾哈齊貝勒爲妻即日設宴成配"
9. 1 2  “戊戌歲萬曆26年1598 1月/段54”. 滿洲實錄. 2. "十二月布占泰不忘其恩帶從者三百來謁太祖以弟舒爾哈齊貝勒女額實泰妻之"
10. 1 2  “癸卯歲萬曆31年1603/段62”. 滿洲實錄. 3. "……太祖允之又以弟舒爾哈齊貝勒女娥恩哲至癸卯年遣大臣以禮徃送爲婚"
11. 1 2 3  “列傳2 (莊親王 舒爾哈齊)”. 清史稿. 215
12. 1 2 3  “太祖責弟”. 滿洲秘檔原名滿洲老檔秘錄. p. 18
13. ↑  “〈研究〉舒爾哈齊の死 - 清初内紛の一齣”. 史林 17 (3):  384-388.
14. 1 2  “辛亥歲萬曆39年1611 8月19日/段393”. 太祖高皇帝實錄. 3
15. 1 2  “辛亥歲萬曆39年1611 8月19日/段79”. 滿洲實錄. 3

### 註釈
1. ↑  『太祖武皇帝實錄』に「黍兒哈奇王曰『吾自幼随征無處不到……』」、『太祖高皇帝實錄』に「貝勒舒爾哈齊曰『吾自幼從上征討所歷之地多矣……』」、『滿洲實錄』に「舒爾哈齊貝勒曰『吾自幼隨征無處不到……』」とあり、『太祖高皇帝實錄』に従えば、祖父・父の横死以来、長兄ヌルハチと建州女直統一に向けて各地を経巡っていたと考えられる。
2. ↑  嫡妻は後述の通りウラナラ氏ではなく佟佳tunggiya氏。
3. ↑  「黑扯木」について鴛淵は「……位置俄かに定め難いが、舒爾哈齊の姻戚の關係上に重きを置いて考へてみれば、或は吳喇國の地方ならんかとも思はれる。」と述べている。[13]
4. ↑  『滿洲老檔秘錄』の「太祖責弟」には、「籍收舒爾哈齊家產｡殺族子阿薩布｡焚殺蒙古大臣烏勒昆｡使舒爾哈齊離羣索居｡」とある。

## 文献

### 實錄
＊中央研究院歴史語言研究所版 (1937年刊行)

#### 明實錄
- 顧秉謙, 他『神宗顯皇帝實錄』(漢) (崇禎3年1630)

#### 清實錄
- 編者不詳『滿文老檔』(満)
  - 金 梁『滿洲秘檔原名滿洲老檔秘錄』
- 編者不詳『太祖武皇帝實錄』(漢) (崇徳元年1636)
- 覚羅氏勒德洪『太祖高皇帝實錄』(漢) (崇徳元年1636)
- 編者不詳『滿洲實錄』(漢) (乾隆46年1781)
  - 『manju i yargiyan kooli』(満) (乾隆46年1781)
    - 今西春秋『満和蒙和対訳 満洲実録』刀水書房 (昭和13年1938訳, 1992年刊)

### 史書
- 稻葉 岩吉『清朝全史』上巻, 早稲田大学出版部 (大正3年1914)
- 趙 爾巽『清史稿』(漢) 清史館 (民国17年1928) ＊中華書局
- 建国大学研究院『興京二道河子舊老城』(昭和14年1939)

### 論文
- 史學硏究會『史林』17巻3号 (昭和71932) 鴛淵 一「〈研究〉舒爾哈齊の死 - 清初内紛の一齣」